# تركي الجلفان
تركي الجلفان مواليد 26 يوليو 1991، هو لاعب كرة قدم سعودي يلعب كمدافع يلعب حالياً في نادي الزلفي.
كانت بداياته مع نادي القيصومة ولعب بعدها مع أولمبي الرائد ونادي الباطن والاتحاد و نادي الفتح و نادي القيصومة ونادي النهضة ونادي القادسية ونادي الخلود ونادي الزلفي.

## روابط خارجية
- تركي الجلفان على موقع Soccerway.com (الإنجليزية)
- تركي الجلفان على موقع كووورة